# Messages (singel)
Messages – trzeci singiel angielskiego zespołu OMD, pochodzący z debiutanckiego albumu studyjnego OMD. Singiel został wydany 2 maja 1980 za pośrednictwem wytwórni DinDisc.